# Макарова, Светлана Николаевна
Светлана Николаевна Гриценко (Макарова) (1963, станица Новопокровская, Краснодарский край) — российская поэтесса, писательница, публицист, заслуженный деятель искусств Кубани.

## Биография
Светлана Николаевна Гриценко родилась 18 декабря 1963 в станице Новопокровской Краснодарского края. В 1984 году окончила Краснодарский музыкальный колледж им. Н. А. Римского-Корсакова по классу баяна-аккордеона, в 1992 году филологический факультет Кубанского государственного университета. Работала преподавателем в Новопокровской детской музыкальной школе, с 1989 в Краснодарском Межшкольном эстетическом центре.
В 1986 году в журнале «Кубань» и в краевых газетах опубликованы первые рассказы «На берегу океана» и «В троллейбусе». В том же году Гриценко (Макарова) стала участником краевого семинара молодых литераторов, на котором рассказы получили высокую оценку ведущих писателей Кубани — Виктора Лихоносова, Виктора Логинова, Юрия Абдашева, Юрия Сальникова.
В 1998 году газета «Литературная Кубань» опубликовала новый рассказ «Ленка», о котором сразу же похвально отозвался петербургский поэт и литературный критик О. Н. Шестинский.
Первая книга «Птицы из стаи турманов» увидела свет в 2000 году. В книгу вошли рассказы и стихи, многие из которых стали песнями.
Светлана Николаевна убеждена, что "душа наша состоит из слов", и, читая Макарову-Гриценко, веришь каждому её слову: за каждой строчкой воспевания или обличения ощущается искренняя личная боль. Ей больно, до надрыва сердца больно от целенаправленного, в угоду мировым ростовщикам, искажения сознания у подрастающих поколений, от насильственно насаждаемого временщиками забытья подвигов ветеранов, от глупости или предательства верхов, от доверчивости низов. "Жизнь наша нелегка, но…" Но потому как боль эта не эгоистична и не корыстна, то она не ведёт в уныние, не нагнетает отчаянье, нет, это боль-жажда красоты мира, боль-желание чистоты мира, гармонии справедливости и добра.Дворцов, Василий Владимирович
В 2001 году С. Н. Гриценко (Макарова) принята в Союз писателей России. С 2002 года работала в краевой писательской организации литературным консультантом. В мае 2004 года избрана председателем Краснодарского регионального отделения Союза писателей России. В 2023 году на XVI съезде СПР избрана членом Правления Союза писателей России. Является членом Высшего творческого совета Союза писателей России и Белоруссии, Российским координатором по ЮФО Международного поэтического движения «Мир без стен».
Сопредседатель жюри Международного молодёжного фестиваля-конкурса поэзии и поэтических переводов «Берега дружбы» (Таганрог) https://www.bibneklin.ru/жюри/ Член жюри всероссийских литературных конкурсов-фестивалей «Хрустальный родник» (Орёл) и «Поэзия русского слова» (Анапа). Ведёт секцию прозы на всероссийском Некрасовском семинаре молодых литераторов (Н.Новгород) и на всероссийском семинаре молодых литераторов СПР в Химках.
С 2005 года С. Н. Гриценко (Макарова) ─ главный редактор краевой литературно-просветительской газеты «Кубанский писатель». Главный редактор альманаха «Краснодар литературный», шеф-редактор изданий к 60-летию и 65-летию Краснодарского регионального отделения Союза писателей России — «Кубань литературная» и «Звёзды над Кубанью», член редакционного совета антологии «Кубанская библиотека».
Участник Всероссийского семинара молодых писателей в Переделкино 2004 года. Делегат 12-16 съездов Союза писателей России; участница Всемирных Русских Народных Соборов, ежегодно проводимых в Москве, с 2004 года, всероссийских литературных пленумов в Орле, Калуге, Липецке, Рязани, Белгороде. Принимала участие в работе выездных секретариатов Союза писателей России в Кабардино-Балкарии и в республике Саха-Якутия.
Повести, рассказы, стихи и очерки С. Н. Гриценко (Макаровой) публиковались в журналах «Наш современник», «Роман-журнал 21 век», «Московский вестник», «Родная Ладога», «День поэзии», «Огни Кузбасса», «Медный всадник», «Невский проспект», «Север», «Земляки», «Дон», «Омск литературный», «Бийск литературный», «Сура», «Белая скала», «Новая литературная Немига» (Беларусь), «Лiтара» (Беларусь), «Настарин» (Узбекистан), в газетах «Литературный Азербайджан» (Азербайджан), «Литературная Россия», «День литературы», «Российский писатель», «Якутия», других региональных литературных изданиях. Публицистика представлена на сайте «Русская народная линия». Стихи переведены на английский, испанский, украинский, белорусский, узбекский и азербайджанский языки, вошли в Русско-Колумбийский поэтический сборник, в Первую антологию «Всемирное древо поэзии» 2021, ОАЭ, Dubai. Рассказы включены в хрестоматию «Литература Кубани» и антологию «Кубанская библиотека».

## Награды и премии
- Лауреат ИД  «Российский писатель», номинация «Проза», номинация «Публицистика», 2023 г.  https://rospisatel.ru/lrp2023.html
- Лауреат Всероссийской литературной премии Союза писателей России "Слово", 2023 г.
- Лауреат белорусской Международной литературной премии «Верность слову», 2022 г.
- Лауреат украинской Международной литературной премии им. Н. В. Гоголя «МИРНЫЙ ГЕНИЙ», 2021 г.
- Диплом XI МСЛФ «Золотой витязь», 2020, за книгу «Навигатор»
- Лауреат ИД «Российский писатель», номинация «Лидер», 2018 г. http://www.rospisatel.ru/lrp2018.html
- Лауреат ИД «Российский писатель», номинация «Проза», 2018 г.
- Лауреат ИД «Российский писатель», номинация «Периодика», 2015 г.[2]
- Лауреат Всероссийской православной литературной премии святого благоверного князя Александра Невского, номинация «Проза», 2015 г.
- Лауреат украинской Международной литературной премии им. В.Нарбута, 2014 г.
- Номинант Международной открытой литературной премии «Куликово Поле» памяти Вадима Негатурова, 2014 г.
- Лауреат Краснодарской муниципальной литературной премии им. А. Д. Знаменского, 2013 г.
- Лауреат Саратовской губернаторской литературной премии им. М. Н. Алексеева, 2008 г.

С. Н. Гриценко (Макарова) — заслуженный деятель искусств Кубани, награждена Почётной грамотой Министерства культуры РФ, Почётными грамотами Союза писателей России, Департамента культуры Краснодарского края, Администрации города Краснодара, Архиерейской грамотой Архиепископа Гомельского. Кавалер Золотого ордена Международной Академии культуры и искусства «Служение искусству». Награждена памятной медалью Года литературы Государственной Думы РФ, медалью «За выдающийся вклад в развитие Кубани» III степени, памятной медалью «За заслуги» администрации города Краснодара, медалью «За особый вклад в книжное дело» Российского книжного союза, медалью губернатора Орловской области «150-летие И. А. Бунина», медалью Союза писателей России «Василий Шукшин», медалью Союза писателей России «За труды в просвещении. 200 лет со дня рождения Н. В. Гоголя», памятной медалью КПРФ «200 лет М. Лермонтову», медалью «За поддержание мира в Абхазии» Генерального штаба Республики Абхазия, нагрудным знаком Белорусского Союза писателей «За большой вклад в литературу», медалью Союза писателей Беларуси «Кирилл Туровский. Просветитель. За вклад в литературу», медалью всеукраинского объединения «Украина» «За служення мистерству». Медалью Гомельской епархии Белорусской Православной Церкви (Белорусского экзархата Московского Патриархата) «Преподобной Марфы Гомельской», медалью Туровской епархии  Белорусской Православной Церкви (Белорусского экзархата Московского Патриархата) «Святители Кирилл и Лаврентий, епископы Туровские» III степени.

## Критика
- Вячеслав Лютый "...Без суеты, без страха и без греха..." Стихотворения о любви Светланы Макаровой-Гриценко. https://rospisatel.ru/ljuty-makarova.html
- Людмила Хоруженко (Бирюк) Герои нашего времени. О прозе Светланы Макаровой-Гриценко. https://denliteraturi.ru/article/7874
- Владимир Юдин, Время ненужности. Заметки о творчестве С. Н. Макаровой-Гриценко. https://ruskline.ru/analitika/2023/01/03/vremya_nenuzhnosti
- Виктория Лебединская, Роль художественной детали в прозе С. Н. Макаровой-Гриценко (на примере повести «В года глухие»). https://research-journal.org/languages/rol-xudozhestvennoj-detali-v-proze-s-n-makarovoj-gricenko-na-primere-povesti-v-goda-gluxie/
- Виктория Лебединская, Публицистика С. Н. Макаровой-Гриценко: основные темы и проблемы.
- Виктория Лебединская, Женские образы в творчестве С. Н. Макаровой-Гриценко (на примере сборника «Уютный дворик, тихое окно»). https://research-journal.org/wp-content/uploads/2021/08/8-110-4.pdf
- Виктория Лебединская, На пути к главному: рассказы писателя и журналиста С. Н. Макаровой-Гриценко в контексте современной русской литературы. https://cyberleninka.ru/article/n/na-puti-k-glavnomu-rasskazy-pisatelya-i-zhurnalista-s-n-makarovoy-gritsenko-v-kontekste-sovremennoy-russkoy-literatury
- Сергей Алиханов, И осторожно стих шепчу. https://newizv.ru/news/culture/24-04-2021/svetlana-makarova-gritsenko-i-ostorozhno-stih-shepchu-kak-budto-duyu-na-svechu
- Людмила Мурашова, Лунным светом открытая дверь. https://denliteraturi.ru/article/4375
- Людмила Бирюк, Знать, куда идти
- Наталья Щербакова, Высветление духа словом…
- Валентин Камышан, Любовная история Юли Серенко: мечта и реальность. Трудный опыт самоидентификации личности
- Вячеслав Динека, И даровать, и возлюбить
- Ирина Верина-Михалкина, Стучите в дверь своей собственной души http://rospisatel.ru/makarova-kn.htm
- Юрий Соловьёв, Из чего она складывается — жизнь?
- Юрий Соловьёв, Книга светлых надежд
- Татьяна Немчинова, Грани литературного творчества
- Денис Шульгатый, Полководец слова